# Frank Kingdon-Ward
Frank Kingdon-Ward (ur. 6 listopada 1885 w Manchesterze, zm. 8 kwietnia 1958) – brytyjski botanik, kolekcjoner roślin, odkrywca, podróżnik, autor licznych publikacji botanicznych.

## Początki
Frank Kingdon-Ward był synem Marshalla Warda, profesora botaniki na University of Cambridge. Kiedy przypadkiem usłyszał rozmowę ojca z odwiedzającym go podróżnikiem, jedno zdanie zdeterminowało jego przyszłość: „są miejsca nad Brahmaputrą, gdzie nigdy nie było żadnego białego człowieka.” Po śmierci ojca, Frank zrezygnował z posady uniwersyteckiej i podjął pracę jako nauczyciel w Szanghaju, by mieć bliżej do Brahmaputry.

## Ekspedycje

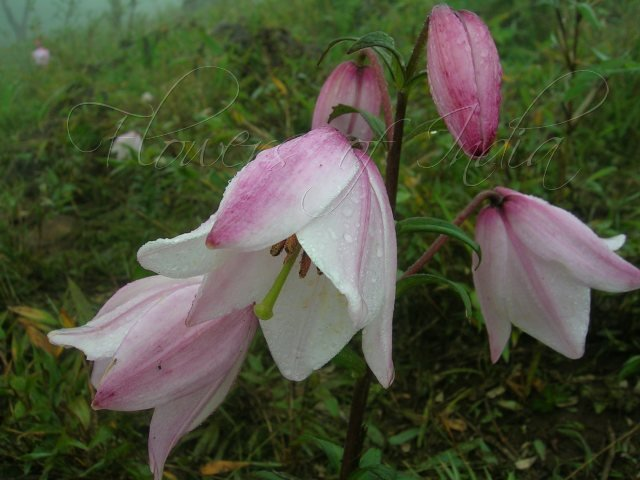
Lilium mackliniae Sealy

Przez ponad 50 lat, Kingdon-Ward wziął udział w około 25 ekspedycjach, między innymi do Chin, Tybetu, Birmy i Asamu.
Pierwsze dwie były zorganizowane w 1911 i 1913 na zlecenie A. K. Bulleya z firmy Bees Seeds do chińskiej prowincji Junnan. Ich celem było zbieranie nowych roślin do angielskich ogrodów. Z pierwszej Kingdon-Ward przywiózł około 200 gatunków, z czego wiele nieznanych dotąd nauce.
W 1948 roku w Manipurze wspólnie z żoną zebrali ponad tysiąc gatunków.
W trakcie licznych ekspedycji Kingdon-Ward wielokrotnie cudem uniknął śmierci: drzewo roztrzaskało się o jego namiot, burza zniszczyła chatę w której mieszkał, w ciemności spadł z urwiska. Podczas podróży na pograniczu Asamu i Tybetu, przeżyli trzęsienie ziemi o sile 9,6–9,7 stopni w skali Richtera. Pomimo wielu podobnych zdarzeń nadal badał teren zbierając okazy.
Należy podkreślić, że w czasach, gdy podróżnicy w specyficzny sposób traktowali rdzenną ludność a dzikie zwierzęta służyły za ruchome cele, Kingdon-Ward wyróżniał się swoją postawą podróżując z niewielkim bagażem, zawsze uczciwie rozliczając się z miejscową ludnością. Podróżnik interesował się również antropologią i starał się szanować prawa i obyczaje rdzennych ludów.
Kilka roślin nazwano na cześć odkrywcy (np. Rhododendron wardii) lub jego żony (np. Lilium mackliniae).
Do końca życia Frank Kingdon-Ward pozostał aktywny. W latach 1952–1953 w trakcie wyprawy do Birmy, w dniu swoich 68 urodzin, wspiął się na wysokość ponad 3350 m, a w 1956 roku brał udział w kolejnej ekspedycji do Birmy, gdzie wciąż odkrywał nowe gatunki roślin.
W kwietniu 1958 roku, w wieku 72. lat, Kingdon-Ward doznał udaru i zapadł w śpiączkę. Zmarł dwa dni później.
Frank Kingdon-Ward został odznaczony złotym medalem Królewskiego Towarzystwa Geograficznego za wyprawy geograficzne oraz badania botaniczne w Chinach i Tybecie.

## Życie prywatne
W 1923 Kingdon-Ward ożenił się z Florindą Norman-Thompson i miał z nią dwie córki. Po 14 latach małżeństwo zakończyło się rozwodem.
Kolejny raz ożenił się w 1947 roku z Jean Macklin. Ponieważ druga żona uwielbiała podróże, jeździła z mężem na wszystkie jego wyprawy. Para pozostała małżeństwem do śmierci botanika.

## Opublikowane prace
- On the Road to Tibet (1910)
- Land of the Blue Poppy (1913)
- In Farthest Burma (1921)
- Mystery Rivers of Tibet (1923)
- From China to Hkamti Long (1924)
- The Romance of Plant Hunting (1924)
- Riddle of the Tsangpo Gorges (1926)
- Rhododendrons for Everyone (1926)
- Plant Hunting on the Edge of the World (1930)
- Plant Hunting in the Wilds (1931)
- The Loom of the East (1932)
- A Plant Hunter in Tibet (1934)
- The Romance of Gardening (1935)
- Plant Hunter’s Paradise (1937)
- Assam Adventure (1941)
- Modern Exploration (1945)
- About This Earth (1946)
- Commonsense Rock Gardening (1948)
- Burma’s Icy Mountains (1949)
- Rhododendrons (1949)
- Footsteps in Civilization (1950)
- Plant Hunter in Manipur (1952)
- Berried Treasure (1954)
- Return to the Irrawaddy (1956)
- Pilgrimage for Plants (1960)